# Anycubic
Anycubic ist ein Hersteller von 3D-Druckern mit Sitz in Shenzhen, Volksrepublik China. Anycubic ist spezialisiert auf die Herstellung und den internationalen Vertrieb von Filament- und Resin-Druckern sowie 3D-Druck-Zubehör.

## Geschichte
Anycubic wurde im Jahr 2015 durch Lu Ouyang und James Ouyang in Shenzhen gegründet. Mit ihrem ersten Filament-Drucker-Modell, dem Anycubic Mega, gelang dem Start-up-Unternehmen im Jahr 2016 der Durchbruch.
Anycubic wurde weltweit bekannt und wuchs stark an. Seit 2015 musste das Unternehmen insgesamt 4 mal umziehen, da die räumlichen Kapazitäten für die Mitarbeiter und Produktion nicht mehr ausreichten. Im Laufe der Jahre verschob sich der Fokus des Unternehmens leicht von der Produktion von Filament-Druckern auf die Produktion von Resin-Druckern.

## Produkte
Anycubic entwickelt neue Geräte und Softwarelösungen. Diese wurden mehrmals durch Zeitschriften ausgezeichnet, unter anderem durch Stiftung Warentest, CHIP und all3dp.

### Filament-Drucker

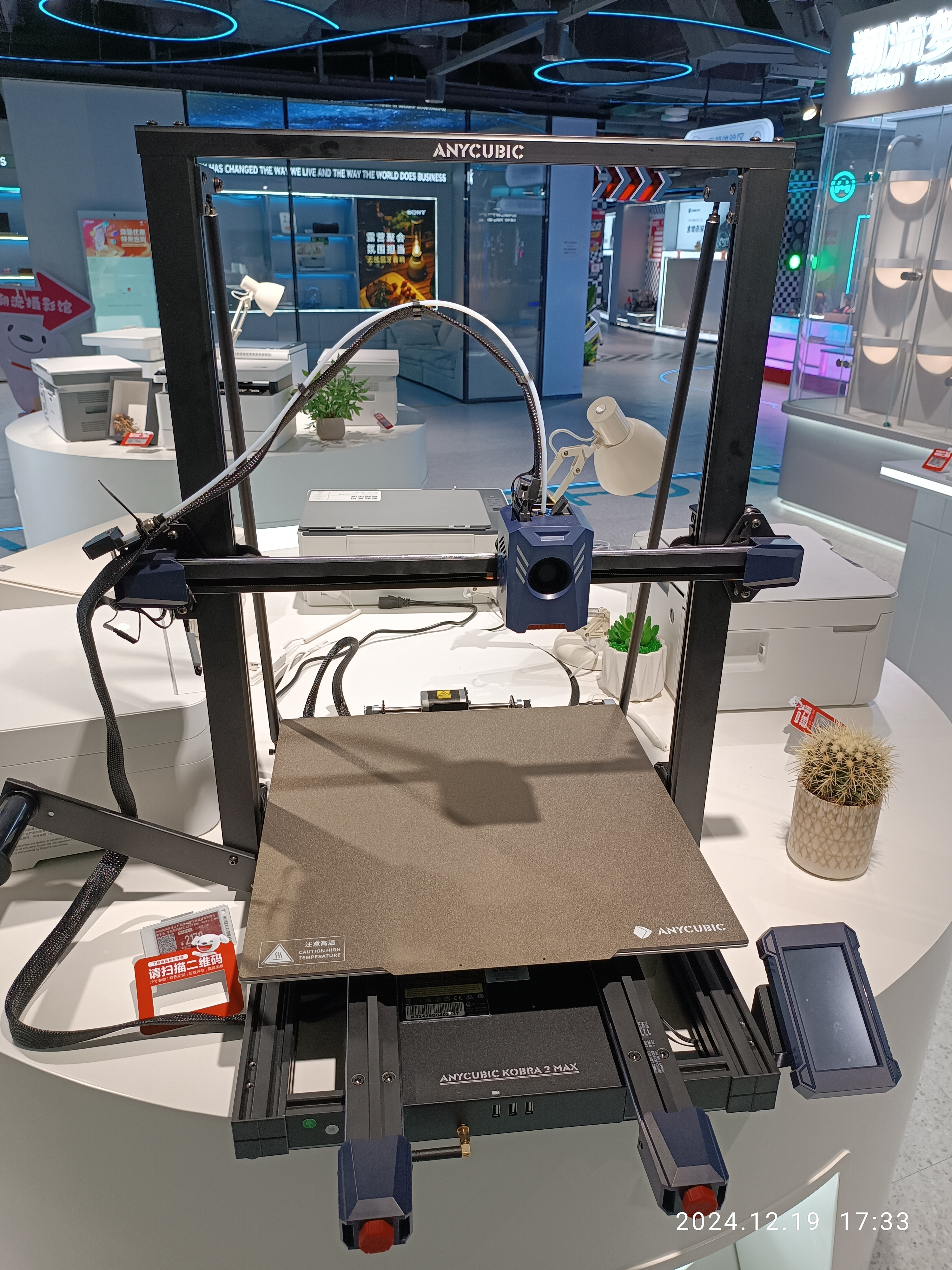
Kobra 2 Max

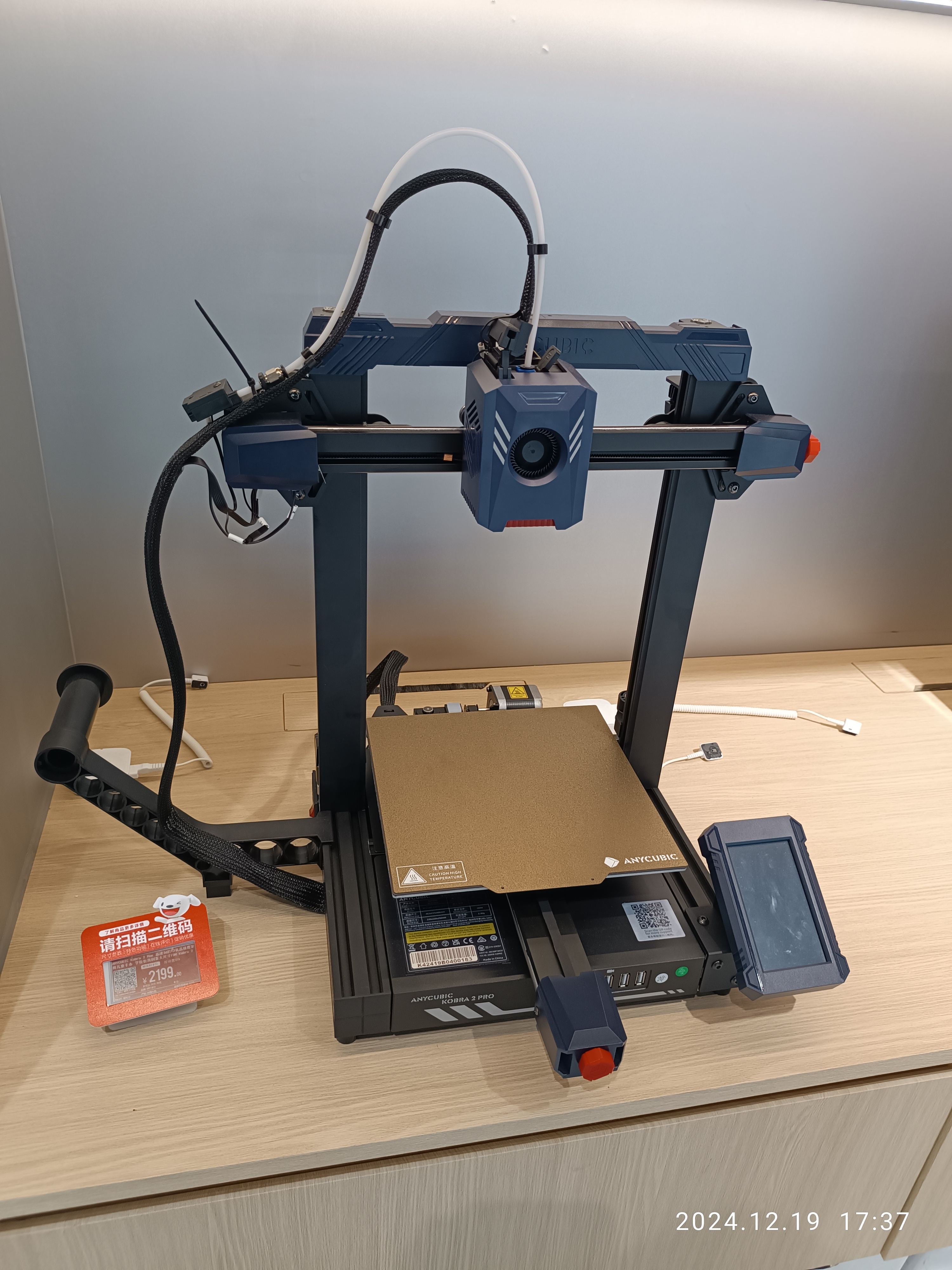
Kobra 2 Pro

- i3 Mega
- i3 Mega S
- Mega X
- Mega Pro
- Mega Zero
- Mega Zero 2.0
- Chiron
- Predator
- 4Max Pro
- 4Max Pro 2.0
- 4Max Dual
- Vyper
- Kobra
- Kobra Plus
- Kobra Max
- Kobra Go
- Kobra Neo
- Kobra 2
- Kobra 2 Pro
- Kobra 2 Plus
- Kobra 2 Neo
- Kobra 2 Max
- Kobra 3
- Kobra 3 Combo
- Kobra 3 Max
- Kobra 3 Max Combo
- Kobra S1
- Kobra S1 Combo

### Resin-Drucker
- Photon
- Photon S
- Photon SE
- Photon Zero
- Photon Mono
- Photon Mono X
- Photon Ultra
- Photon Mono E1
- Photon Mono X2
- Photon Mono 2
- Photon Mono 4K
- Photon Mono X Pro
- Photon Mono X 6K
- Photon Mono X 6Ks
- Photon M3
- Photon M3 Max
- Photon D2
- Photon Mono M5
- Photon Mono M5s

### Metall-Drucker
- 4Max Metal

### Reinigungs- und Aushärtegeräte
- Wash & Cure Machine
- Wash & Cure Machine 2.0
- Wash & Cure Plus Machine

### Software
- Photon Slicer
- Anycubic Cloud-Plattform